# 2005 en combiné nordique
| Années du combiné nordique : 2002 - 2003 - 2004 - 2005 - 2006 - 2007 - 2008    |
| Décennies du combiné nordique : 1970 - 1980 - 1990 - 2000 - 2010 - 2020 - 2030 |

Cette page reprend les résultats de combiné nordique de l'année 2005.

## Coupe du monde
Le classement général de la Coupe du monde 2005 fut remporté pour la deuxième année consécutive par le Finlandais Hannu Manninen. Il s'impose devant deux anciens vainqueurs de la Coupe du monde : l'Allemand Ronny Ackermann, qui fut son dauphin l'année précédente, est deuxième tandis que l'Autrichien Felix Gottwald, vainqueur de la Coupe 2001, termine troisième.

### Compétitions parallèles

#### Grand Prix d'Allemagne
Le Grand Prix d'Allemagne, compétition interne à la Coupe du monde, s'est déroulé lors des épreuves de Oberhof, Ruhpolding et Schonach. Son classement général est le même que celui de la Coupe du monde : le Finlandais Hannu Manninen s'impose devant l'Allemand Ronny Ackermann ; l'Autrichien Felix Gottwald finit troisième.

### Coupe de la Forêt-noire
La coupe de la Forêt-noire 2005 fut remportée par Hannu Manninen.

### Festival de ski d'Holmenkollen

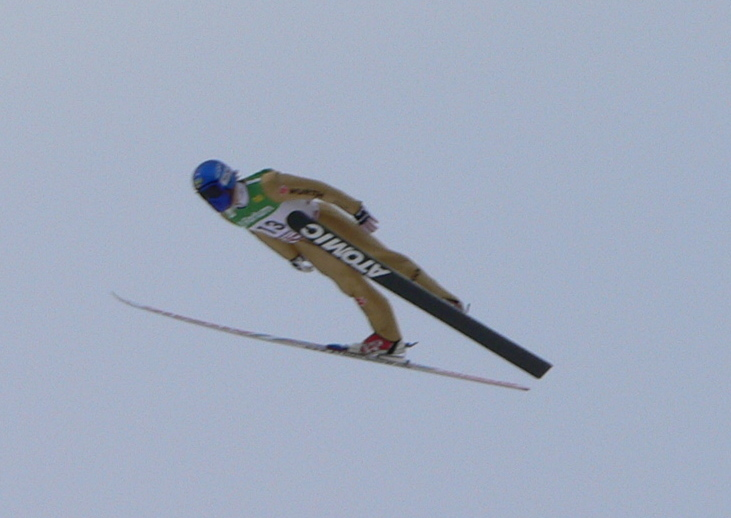
Matthias Menz en vol à Holmenkollen.

Le Gundersen de l'édition 2005 du festival de ski d'Holmenkollen fut remporté par le Norvégien Magnus Moan devant Hannu Manninen et Ronny Ackermann.
Le sprint vit les trois mêmes coureurs sur le podium, mais dans un ordre différent : Hannu Manninen remporte l'épreuve devant le Norvégien Magnus Moan. Ronny Ackermann termine troisième.

### Jeux du ski de Lahti
La première épreuve de combiné des Jeux du ski de Lahti 2005 se déroule sur un format inhabituel : il s'agit d'un hurricane-start. Elle fut remportée par le coureur finlandais Hannu Manninen devant deux Allemands, Björn Kircheisen et Ronny Ackermann.
Lors du Gundersen du lendemain, l'Allemand Björn Kircheisen s'impose devant son compatriote Ronny Ackermann. Hannu Manninen termine troisième.

## Championnat du monde
Le championnat du monde eut lieu à Oberstdorf, en Allemagne.
Le Gundersen, disputé sur petit tremplin, fut remporté par le champion en titre, le coureur allemand Ronny Ackermann devant son compatriote Björn Kircheisen. L'Autrichien Felix Gottwald remporte la médaille de bronze.
Le sprint, disputé sur grand tremplin, voit Ronny Ackermann remporter son troisième titre de champion du monde - le deuxième de ces championnats. Les Norvégiens Magnus Moan et Kristian Hammer complètent le podium.
Le relais voir la victoire de l'équipe de Norvège, composée de Halldor Skard, Bjarte Engen Vik, Knut Tore Apeland et Fred Børre Lundberg. L'équipe de Finlande (Jari Mantila, Tapio Nurmela, Samppa Lajunen & Hannu Manninen) est deuxième tandis que l'équipe d'Autriche (Christoph Eugen, Felix Gottwald, Mario Stecher & Robert Stadelmann) est troisième.

## Universiade
L'Universiade d'hiver de 2005 s'est déroulée à Innsbruck et Seefeld, en Autriche.
Le Gundersen fut remporté par l'Allemand Georg Hettich devant l'Autrichien Bernhard Gruber. Le Suisse Pascal Meinherz termine troisième.
Le sprint a vu la victoire de l'Autrichien Bernhard Gruber devant le Russe Sergueï Maslennikov. Le Suisse Jan Schmid termine troisième.
L'équipe de Russie, composée de Konstantin Voronin, Ivan Fesenko et Sergueï Maslennikov remporte le relais devant l'équipe du Japon (Tomoyuki Usui, Yūsuke Minato & Kousuke Tanaka) tandis que l'équipe de Slovénie (Mitja Oranič, Anze Obreza & Dejan Plevnik) termine troisième.

## Championnat du monde juniors
Le Championnat du monde juniors 2005 a eu lieu à Rovaniemi, en Finlande.
Le Gundersen a couronné le Norvégien Petter Tande devant l'Allemand Tino Edelmann et le Finlandais Anssi Koivuranta.
Le sprint a vu la victoire du même Petter Tande devant les Allemands Florian Schillinger et Tino Edelmann.
L'équipe d'Allemagne, composée de Steffen Tepel, Tom Beetz, Florian Schillinger et Tino Edelmann, remporte le relais devant l'équipe de France (Maxime Boillot, Maxime Laheurte, François Braud et Jason Lamy-Chappuis). L'équipe tchèque (Martin Skopek, Petr Kutal, Miroslav Dvorak & Aleš Vodseďálek) est troisième.

## Coupe du monde B
Le classement général de la Coupe du monde B 2005 fut remporté par l'Allemand Stephan Münchmeyer devant son compatriote Marcel Höhlig. L'Autrichien Bernhard Gruber est troisième.

## Grand Prix d'été
Le Grand Prix d'été 2005 a été remporté par le coureur autrichien Christoph Bieler, qui s'impose devant son compatriote Michael Gruber. Le Norvégien Petter Tande est troisième.

## Coupe OPA
Le jeune Français Maxime Laheurte remporte la coupe OPA 2005.